# Christine Adjobi

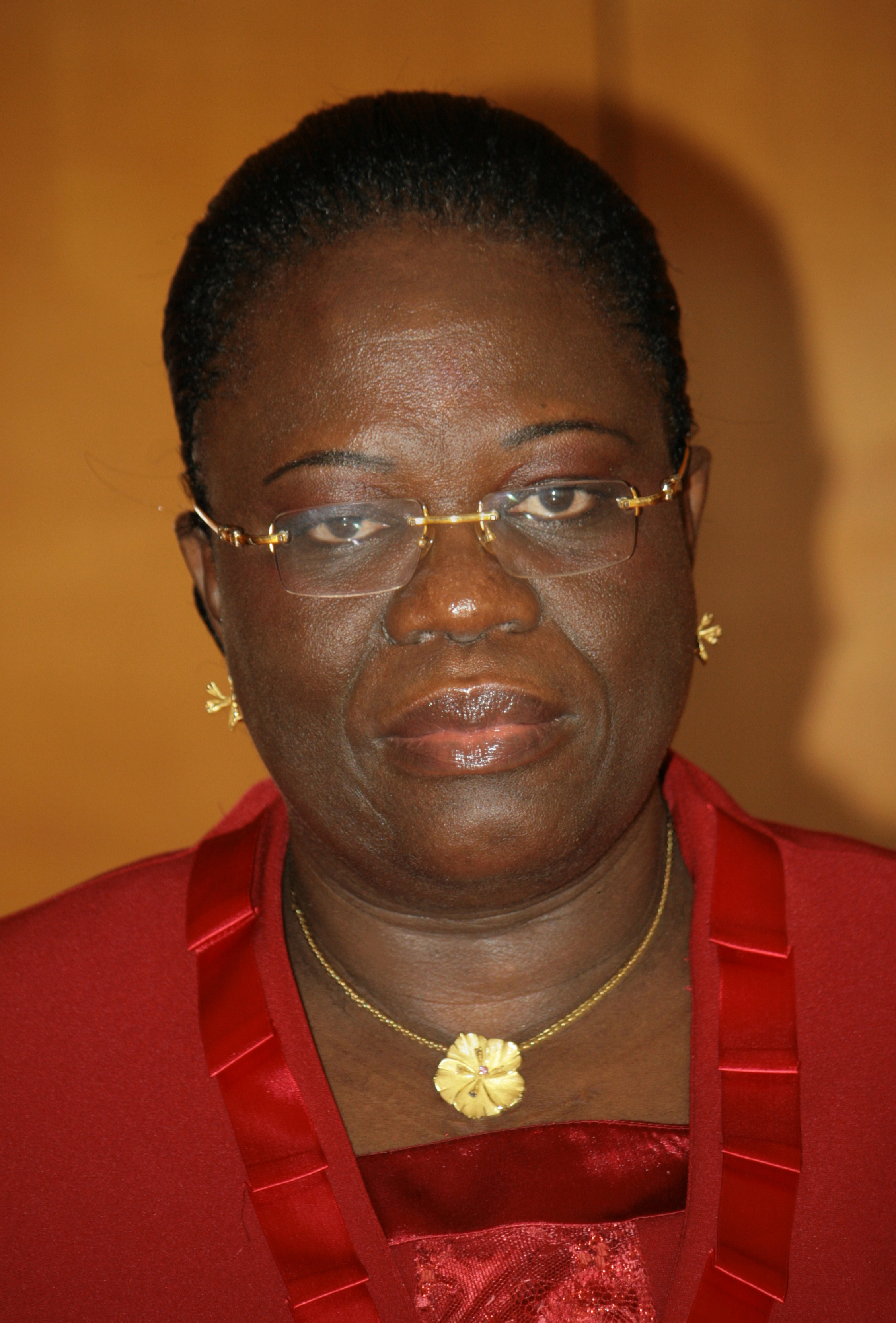
Christine Adjobi, 2010

Christine Aya Nebout Adjobi (* 24. Juli 1949 in Grand-Bassam) ist eine ivorische Politikerin und Ärztin.
Nebout Adjobi studierte Medizin an der Université d’Abidjan und schloss dieses Studium im März 1981 mit der Promotion ab.
Während der Regierungskrise 2010/2011 war sie vom 5. Dezember 2010 bis 11. April 2011 Ministerin für Gesundheit und Bekämpfung von AIDS in der, international nicht anerkannten, Regierung Aké N’Gbo.
Adjobi war wie auch andere Mitglieder der Regierung Aké N'Gbo ab dem 11. Januar 2011 von Sanktionen der Europäischen Union betroffen. Sie hatte Einreiseverbot in die EU und ihre Konten wurden eingefroren.